# Litauiska nationella unionen
Litauiska nationella unionen, Lietuvių tautininkų sąjunga (LTS) var ett litauiskt nationalistparti, bildat 1990 som ideologisk arvtagare till det parti med samma namn som styrde Litauen från statskuppen 1926 till den sovjetiska ockupationen i juni 1940.
I parlamentsvalet 1992 vann LTS fyra platser i Seimas. I valet 1996 tappade partiet ett mandat och år 2000 förlorade man sina platser i det nationella parlamentet, men behöll viss landstingsrepresentation (13 platser 2000, 14 2002 och 3 2007) fram till dess att partiet, den 11 mars 2008 gick man samman med Fosterlandsförbundet. Den 17 december 2011 återskapades partiet, nu under namnet Tautininkų sąjunga. Partiledare är Gintaras Songaila.